# Nuoto ai Giochi della XXXII Olimpiade - Staffetta 4x100 metri misti femminile
La gara di nuoto della staffetta 4x100 metri misti femminile dei Giochi della XXXII Olimpiade di Tokyo è stata disputata il 30 luglio e 1º agosto 2021 presso il Tokyo Aquatics Centre. Vi hanno preso parte 16 squadre nazionali.
La competizione è stata vinta dalla squadra australiana, formata da Kaylee McKeown, Chelsea Hodges, Emma McKeon e Cate Campbell, mentre l'argento e il bronzo sono andati rispettivamente alla squadra statunitense, formata da Regan Smith, Lydia Jacoby, Torri Huske e Abbey Weitzeil, e a quella canadese, formata da Kylie Masse, Sydney Pickrem, Margaret MacNeil e Penny Oleksiak.

## Record
Prima della competizione il record del mondo e il record olimpico erano i seguenti:
| Record mondiale | 3'50"40 | Stati Uniti Regan Smith (57"57) Lilly King (1'04"81) Kelsi Dahlia (56"16) Simone Manuel (51"86)        | 28 luglio 2019 Gwangju, Corea del Sud |
| Record olimpico | 3'52"05 | Stati Uniti Missy Franklin (58"50) Rebecca Soni (1'04"82) Dana Vollmer (55"48) Allison Schmitt (53"25) | 4 agosto 2012 Londra, Regno Unito     |

Durante la competizione è stato stabilito il seguente record:
| Data      | Evento | Atleti                                                                                    | Nazione   | Tempo   | Record          |
| --------- | ------ | ----------------------------------------------------------------------------------------- | --------- | ------- | --------------- |
| 1º agosto | Finale | Kaylee McKeown (58"01) Chelsea Hodges (1'05"57) Emma McKeon (55"91) Cate Campbell (52"11) | Australia | 3'51"60 | Record olimpico |

## Programma
| Data           | Ora (UTC+9) | Turno    |
| -------------- | ----------- | -------- |
| 30 luglio 2021 | 20:57       | Batterie |
| 1º agosto 2021 | 11:15       | Finale   |

## Risultati

### Batterie
| Pos. | Batteria | Corsia | Nazione       | Atleti | Tempo   | Note |
| ---- | -------- | ------ | ------------- | --- | ------- | ---- |
| 1    | 2        | 5      | Canada        | Taylor Ruck (59"64) Sydney Pickrem (1'07"03) Margaret MacNeil (55"82) Kayla Sanchez (52"68)                       | 3'55"17 | Q    |
| 2    | 2        | 4      | Stati Uniti   | Rhyan White (59"19) Lilly King (1'05"51) Claire Curzan (57"65) Erika Brown (52"83)                                | 3'55"18 | Q    |
| 3    | 1        | 4      | Australia     | Emily Seebohm (59"37) Chelsea Hodges (1'06"16) Brianna Throssell (57"51) Mollie O'Callaghan (52"35)               | 3'55"39 | Q    |
| 4    | 1        | 3      | Italia        | Margherita Panziera (1'00"55) Arianna Castiglioni (1'05"26) Elena Di Liddo (56"74) Federica Pellegrini (53"24)    | 3'55"79 | Q,   |
| 5    | 2        | 6      | Svezia        | Michelle Coleman (1'00"73) Sophie Hansson (1'05"61) Louise Hansson (56"79) Sarah Sjöström (53"10)                 | 3'56"23 | Q    |
| 6    | 1        | 2      | Giappone      | Anna Konishi (59"75) Kanako Watanabe (1'06"34) Rikako Ikee (57"50) Chihiro Igarashi (53"58)                       | 3'57"17 | Q    |
| 7    | 2        | 3      | ROC           | Anastasija Fesikova (1'00"26) Julija Efimova (1'06"31) Svetlana Čimrova (56"95) Marija Kameneva (53"84)           | 3'57"36 | Q    |
| 8    | 1        | 6      | Cina          | Chen Jie (1'00"62) Tang Qianting (1'05"73) Yu Yiting (57"84) Wu Qingfeng (53"51)                                  | 3'57"70 | Q    |
| 9    | 1        | 5      | Gran Bretagna | Cassie Wild (1'01"10) Sarah Vasey (1'06"49) Harriet Jones (57"95) Freya Anderson (52"58)                          | 3'58"12 |      |
| 10   | 2        | 2      | Paesi Bassi   | Kira Toussaint (58"99) Tes Schouten (1'09"98) Maaike de Waard (58"01) Femke Heemskerk (52"91)                     | 3'59"89 |      |
| 11   | 1        | 7      | Germania      | Laura Riedemann (1'00"45) Anna Elendt (1'06"17) Lisa Höpink (58"87) Annika Bruhn (54"67)                          | 4'00"16 |      |
| 12   | 2        | 7      | Bielorussia   | Anastasija Škurdaj (1'00"64) Alina Zmushka (1'07"25) Anastasiya Kuliashova (57"37) Nastassia Karakouskaya (55"23) | 4'00"49 |      |
| 13   | 2        | 1      | Hong Kong     | Toto Wong (1'01"61) Jamie Yeung (1'08"69) Siobhán Haughey (57"67) Camille Cheng (54"89)                           | 4'02"86 |      |
| 14   | 1        | 1      | Sudafrica     | Mariella Venter (1'01"03) Tatjana Schoenmaker (1'07"41) Erin Gallagher (59"76) Aimee Canny (54"82)                | 4'03"02 |      |
| 15   | 2        | 8      | Danimarca     | Karoline Sørensen (1'02"53) Clara Rybak-Andersen (1'08"09) Emilie Beckmann (58"99) Signe Bro (54"43)              | 4'04"04 |      |
| 16   | 1        | 8      | Spagna        | África Zamorano (1'01"78) Jessica Vall (1'07"37) Mireia Belmonte (1'00"88) Lidón Muñoz (54"11)                    | 4'04"14 |      |

### Finale
| Pos.    | Corsia | Nazione     | Atleti | Tempo   | Note                               |
| ------- | ------ | ----------- | --- | ------- | ---------------------------------- |
| Oro     | 3      | Australia   | Kaylee McKeown (58"01) Chelsea Hodges (1'05"57) Emma McKeon (55"91) Cate Campbell (52"11)                  | 3'51"60 | Record olimpico · Record oceaniano |
| Argento | 5      | Stati Uniti | Regan Smith (58"05) Lydia Jacoby (1'05"03) Torri Huske (56"16) Abbey Weitzeil (52"49)                      | 3'51"73 |                                    |
| Bronzo  | 4      | Canada      | Kylie Masse (57"90) Sydney Pickrem (1'07"17) Margaret MacNeil (55"27) Penny Oleksiak (52"26)               | 3'52"60 | Record nazionale                   |
| 4       | 8      | Cina        | Peng Xuwei (59"63) Tang Qianting (1'06"09) Zhang Yufei (55"39) Yang Junxuan (53"02)                        | 3'54"13 |                                    |
| 5       | 2      | Svezia      | Michelle Coleman (59"75) Sophie Hansson (1'05"67) Louise Hansson (56"12) Sarah Sjöström (52"73)            | 3'54"27 | Record nazionale                   |
| 6       | 6      | Italia      | Margherita Panziera (1'00"03) Martina Carraro (1'05"88) Elena Di Liddo (56"96) Federica Pellegrini (53"81) | 3'56"68 |                                    |
| 7       | 1      | ROC         | Marija Kameneva (59"95) Evgeniia Chikunova (1'05"99) Svetlana Čimrova (56"70) Arina Surkova (54"29)        | 3'56"93 |                                    |
| 8       | 7      | Giappone    | Anna Konishi (59"92) Kanako Watanabe (1'06"61) Rikako Ikee (57"92) Chihiro Igarashi (53"67)                | 3'58"12 |                                    |